# Kim Stanley Robinson
Kim Stanley Robinson, född 23 mars 1952 i Waukegan, Illinois, är en amerikansk science fiction-författare. Mest känd är han för sin Mars-trilogi, med böckerna Red Mars, Green Mars och Blue Mars. 1987 belönades han med Nebulapriset för kortromanen The Blind Geometer och 1993 för romanen Red Mars. Dessutom har han fått en Hugo för Mars-trilogin. 
Robinsons böcker är ofta utopiskt inriktade och miljöfrågor, särskilt de om ett hållbart samhälle, är starkt framträdande. 

## Biografisk not
Robinson växte upp i Södra Kalifornien. 1974 tog han en B.A. i litteratur vid University of California, San Diego. 1975 fortsatte han till en M.A. i engelska från Boston University 1982 åter till University of California, San Diego med en PhD i engelska. Hans doktorsavhandling, The Novels of Philip K. Dick, publicerades 1984.